# Uzi (île)
Pour les articles homonymes, voir Uzi (homonymie).
Uzi est une île se trouvant dans le sud de l'archipel de Zanzibar, en Tanzanie. Elle est connectée par un fin bras de mangroves à l'île principale d'Unguja. Elle abrite la petite ville d'Uzi. Cette île mesure six kilomètres de long, ce qui en fait la deuxième plus grande des petites îles entourant Unguja (après Tumbatu dans le nord). 